# 多鱗銼口象鼻魚
多鱗銼口象鼻魚，為輻鰭魚綱骨舌魚目象鼻魚科的其中一種，分布於非洲加彭的剛果河流域，棲息於水底，具有發電器官，用來偵測獵物，體長可達11公分。